# Impatiens scabriuscula
Impatiens scabriuscula är en balsaminväxtart som beskrevs av Heyne. Impatiens scabriuscula ingår i släktet balsaminer, och familjen balsaminväxter.

## Underarter
Arten delas in i följande underarter:
- I. s. alba
- I. s. rosea